# Xiphocheilus
 Xiphocheilus  es un género de peces de la familia de los Labridae y del orden de los Perciformes.

## Especies
De acuerdo con FishBase:
- Xiphocheilus typus Bleeker, 1857[3][4]